# Nouveau roman
El llamado nouveau roman (en francés, «nueva novela») es un movimiento literario iniciado en los años 1950 por escritores mayoritariamente franceses editados por Les Éditions de Minuit, entre los que se suele incluir a Alain Robbe-Grillet, a quien se considera fundador y primer teórico del movimiento, como autor del manifiesto Por una nueva novela (Pour un nouveau roman, 1963), Michel Butor, con su más conocida novela, La modificación, Nathalie Sarraute y el Premio Nobel de Literatura de 1985, Claude Simon. En otras ocasiones, se incluye también a Marguerite Duras, Claude Ollier, Robert Pinget, Jean Ricardou, Hélène Bessette y Uwe Johnson.[cita requerida]
La expresión fue acuñada en un artículo del diario francés Le Monde del 22 de mayo de 1957 en el que el crítico Émile Henriot hacía una referencia a la cuarta de las novelas de Robbe-Grillet, La celosía, y a Tropismos de Sarraute. Sin embargo, bajo este término se ha reunido de modo no siempre muy claro a distintos autores que tenían como característica principal común su planteamiento novedoso en cuanto a la forma de narrar, pero que también han evolucionado cada uno de ellos de forma muy distinta. 
Una característica generalizada en estos autores es el cuestionamiento de la novela tradicional decimonónica. Según ellos, tal como lo explica Sarraute en su clásico ensayo La era de la sospecha (L'ère du soupçon, 1950), no tiene ya sentido escribir novelas al modo de Balzac, con unos personajes, una trama, un inicio, un desarrollo y un desenlace. Se sienten en cambio más cercanos a la literatura más introspectiva de Stendhal o Flaubert. No se admite la descripción de los personajes, que según ellos está mediatizada por los prejuicios ideológicos, sino la exploración de los flujos de conciencia. En ellos, la influencia de autores extranjeros como Virginia Woolf o Kafka o franceses como Sartre o Camus es evidente.